# Хроніки Аптауна
«Хроніки Аптауна» (англ. Uptown Chronicles) — український комікс виданий UA Comix у 2018 році.

## Історія створення
Ідея коміксу Михайла Піменова виникла у січні 2016 року під час зустрічі з друзями. Натхненням стали слова товариша: «вони (чиновники) дочекаються, поки хлопці приїдуть до столиці, а коли вони приїдуть, тоді вже ніхто не буде шукати діалогу, говорити буде сила, роздратування, злість і зброя».  З лютого 2016 року Піменов почав створювати перші сюжети та прописувати історії героїв.

## Назва
Chronicles — хроніки, детальная розповідь про події, що відбувалися. Uptown — центральна частина великого міста. Комікс розповідає про історії жителів великого міста з чіткими паралелями з сучасною Україною та її столицею. Назви героїв народилися з історіями самих героїв, їх минулого та сучасного та проєкцією на їхні дії у майбутньому. Кожен герой являє собою архетип або модель поведінки.

## Команда
Над створенням коміксу працює міжнародна команда спеціалістів.
- Михайло Піменов — автор та ідейний керівник проєкту. Народився в Києві (Україна). Засновник та CEO у PepelatzProduction. До 2009 року працював директором рекламного агентства Young&Rubicam Ukraine.
- Річард Муні (Richard Mooney) — співавтор, шотландський письменник та редактор коміксів. Працював над створенням коміксу «Пригоди Персі Ноблмена» (The Adventures of Percy Nobleman). Живе та працює у передмісті Глазго (Велика Британія).
- Джордж Константопоулос — ілюстратор. Народився в Афінах (Греція). Художник персонажів коміксів та мультфільмів.
- Алкіс Рітінор&nbsp — концептуальний художник, ілюстратор та колорист. Живе та працює у Греції.
- Гєник Бєляков — перекладач, поет, лауреат літературного конкурсу видавництва «Смолоскип». Народився в Києві (Україна). Публікується у журналах Kwartalnik Literacko-Artystyczny «Pobocza», соціокультурному часописі «Просто неба», «Всесвіт», в альманахах Форуму Видавців у Львові, на інтернет-порталах «Захід-Схід», «Інша література», «Рожевий Слоник» та ін. Відомий своїми перекладами Чарльза Буковскі, Гантера Томпсона.
- Олена Гладка — дизайнерка та верстальниця. Працювала з журналами Harper's Bazaar, Diva, «Вокруг Света», magazin. Живе та працює в Києві (Україна).

## Персонажі коміксу

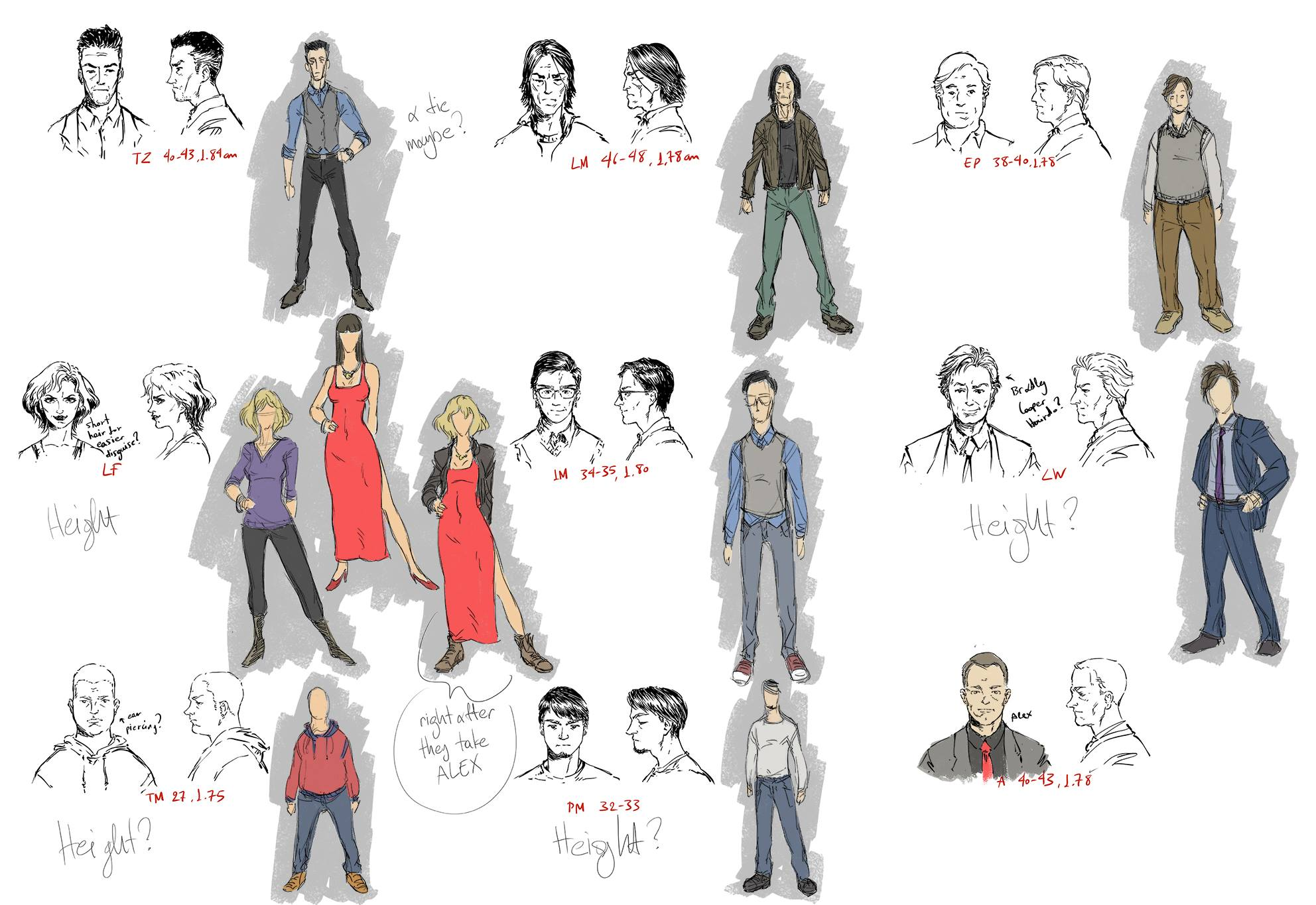
Створення образів головних героїв

### Незламний (Zero Tolerance)
— людина з натовпу, яку, побачивши, одразу забувають. Колись він працював у спецслужбі і служив системі, бо вважав її чесною та справедливою. А коли дізнався правду, ця ж система зруйнувала його життя і знищила навіть згадки про існування. Чесний, принциповий, спокійний.

### Лінчмен (Lynchman)
```
– чоловік, який втратив сім’ю та постраждав від незаконних дій правоохоронних органів. Більше йому втрачати нічого. Скромний у минулому, нестримний - зараз.
```

### Ля Фамм (La Femme)
```
– єдина жінка у команді. Освічена, гарна, витончена. Колишня дружина чиновника, яка дізналася про його зради і погрожувала усе розповісти ЗМІ. Система спрацювала проти неї і жінка залишилася без дому, сім’ї і, навіть, дітей.
```

### Завуч (El Principal)
```

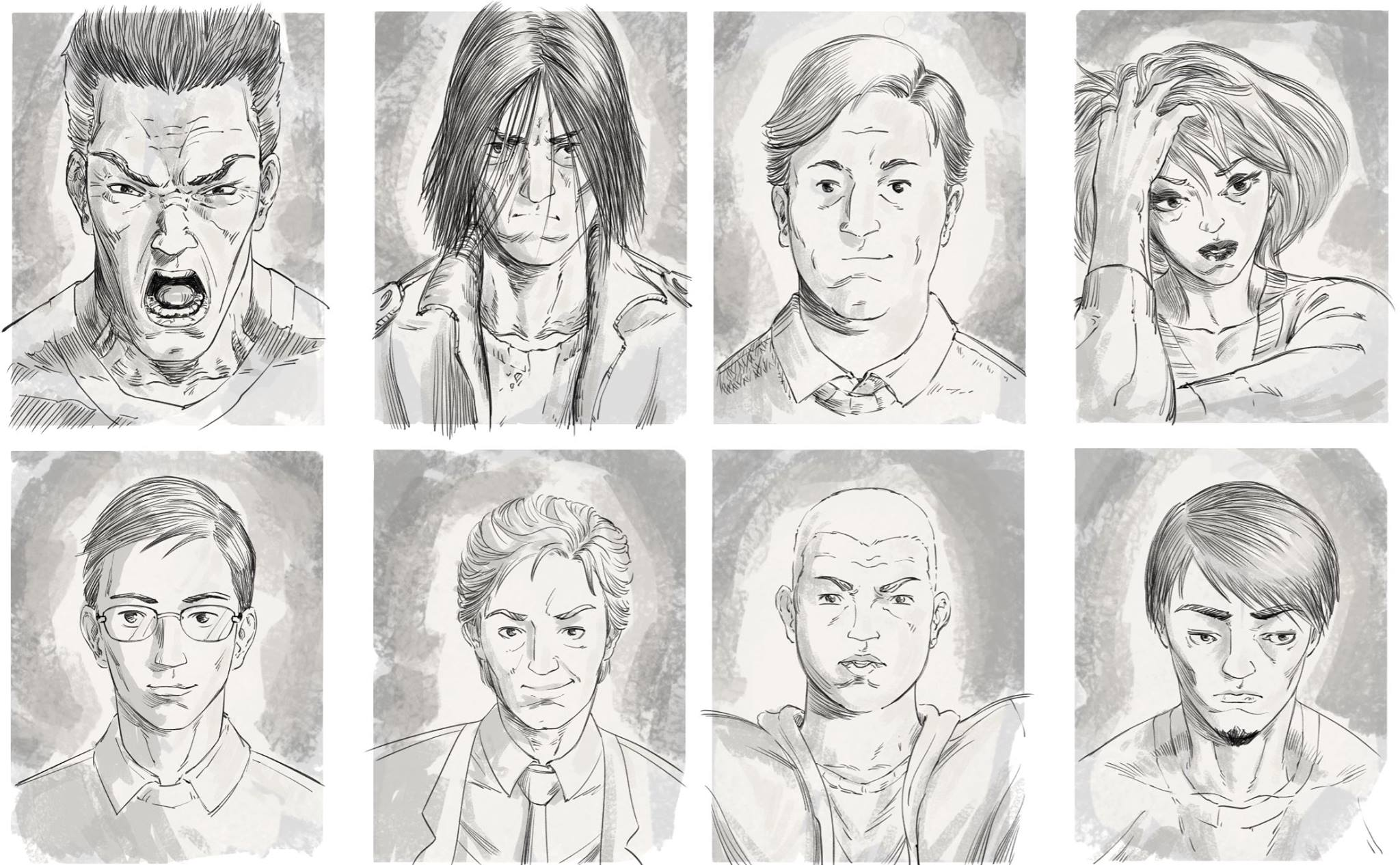
Наброски головних героїв міста Аптаун

– вчений та колишній викладач однієї з найпрестижніших гімназій. За відмову підвищити оцінку одній з учениць та критику влади, героя було позбавлено роботи і права викладання.
```

### Законник (Lawman)
```
– адвокат зі 100 % виграних справ. Його допомогою часто користувалися, щоб закрити брудні справи та приховати мерзенні справи можновладців. Кожна брудна перемога викликала щобільші докори сумління, і адвокат вирішив змінити професію. Любить швидкі авто, жінок та дорогу їжу.
```

### Трабл (Troblemaker)
```
– наймолодший у команді. Виріс на вулиці, з 14 років сидів у в’язницях за крадіжки і не отримав освіту. Впевнений, що влада не дбає про потреби дітей.
```

### Чистильник (Purgeman)
```
– кваліфікований паталогоанатом, соціопат. Його батьки загинули на мирному протесті, коли хлопцю було 5 років. Мовчазний, з хворобливою цікавістю до смерті.
```

### Писака (Inkman)
```
– посередник. Він не бере учать у планах героїв, лише оприлюднює зізнання, веде розслідування корупційних схем та публікує власну газету. Журналіст за освітою. Саме він започатковує видання “Хроніки Аптауна,” базуючись на матеріалах, які він отримує від нашіх героїв.
```

### Антигерої
```

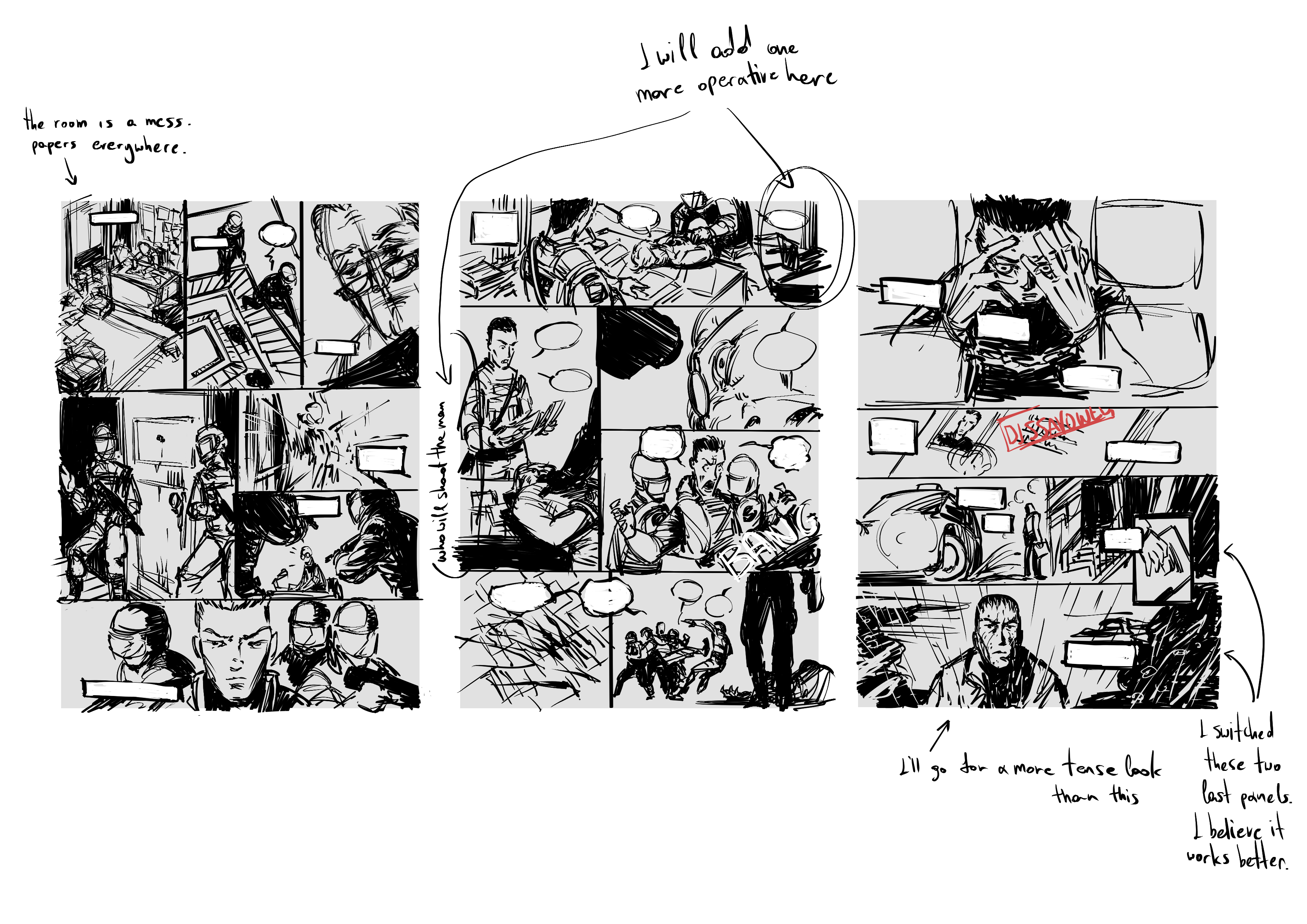
Створення нульового епізоду

- цілий клас корумпованих можновладців, що руйнують державу.
```

Клерки — дрібні чиновнки, основа корумпованої системи, але їх викриттям має займатися широкий загал.

### Перевертні
```
– корупціонери на найвищих щаблях влади, вони крадуть гроші з держави, поводяться аморально та цинічно. Їх викриттям займаються герої Аптауна.
```

## Стилістика коміксу
«Хроніки Аптауну» створені у стилі франко-бельгійської школи (фр. bande dessinee — букв. мальована смужка) з чіткою промальовкою деталей та спонуканням до певного мислення.

## Сюжет

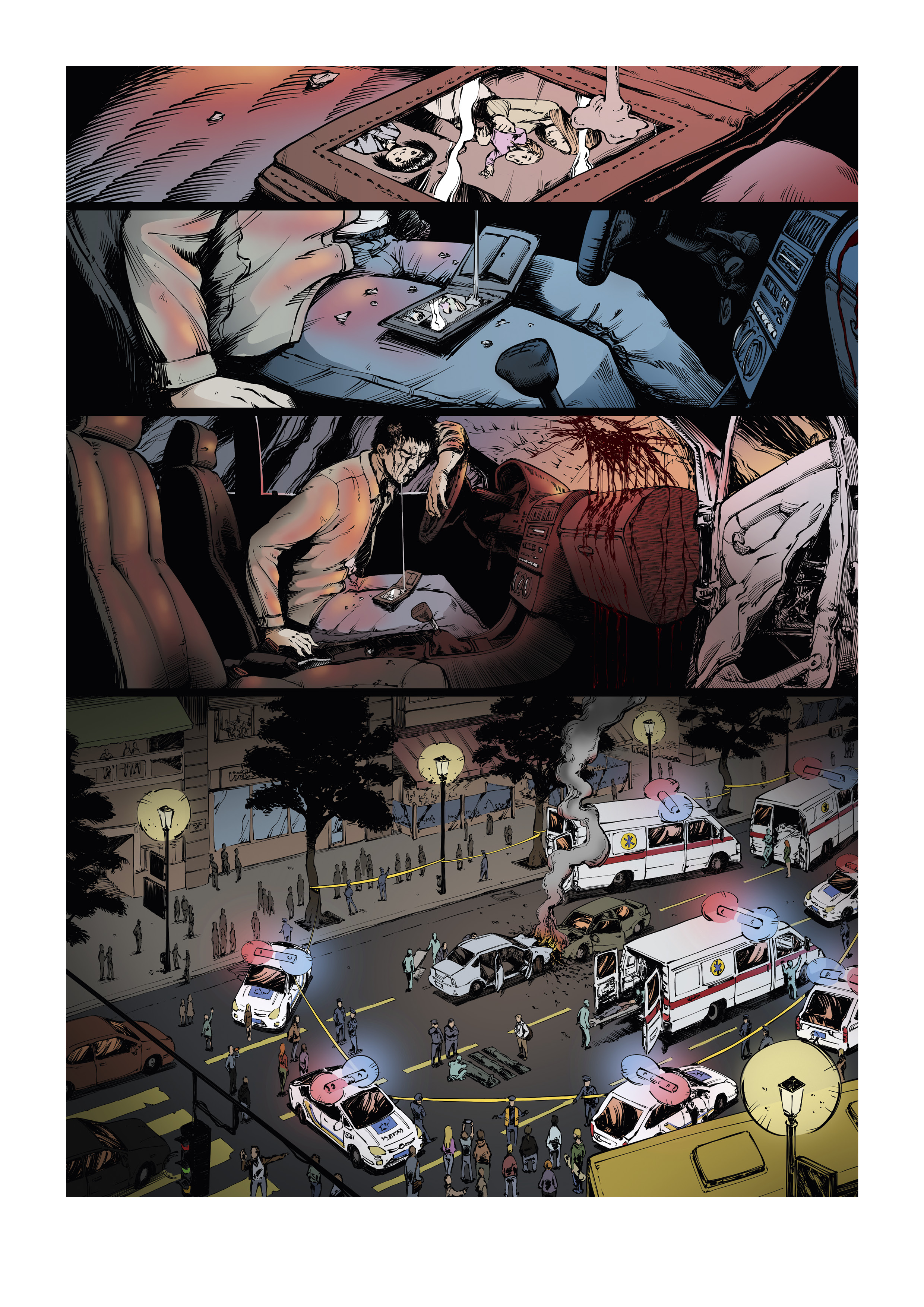
Спецвипуск «Лінчмен».

У сюжеті коміксу розкривається боротьба 7 героїв із корупцією. Вони діють за принципом «народного звинувачення», намагаються не лише викрити, але і покарати корупціонерів. Законник збирає факти та докази, Незламний, Ля Фемм, Лінчман, Трабл розроблюють план захоплення корупціонера, виносять йому вирок, вибивають зізнання. Посередник героїв — Писака, передає зізнання та докази корупційних дії в правоохоронні ограни, а також розміщує їх на власному антикорупційному ресурсі новин, який він і називає «Хроніки Аптауна».
Згідно з вимогами жанру, сюжет дещо гіперболізований. Тому викриті корупціонери після дачі свідчень піддаються фізичним випробуванням з ймовірністю залишитися живими чи померти 50 % / 50 %.
Схеми та історії для сюжетів базуються на реальних прикладах з української дійсності.

## Соціальна роль коміксу
Комікс покликаний змінити ставлення людей до корупції. Виховувати нетерпимість та непримиренність до корупційних подій, підвищувати самосвідомість
Якщо стисло — це зміна парадигми від компромісів та толерантності до максимального рівня нульової толерантності. Треба почати не боятися та поважати себе!